# 9825 Oetken
9825 Oetken eller 1214 T-3 är en asteroid i huvudbältet som upptäcktes den 17 oktober 1977 av den nederländsk-amerikanske astronomen Tom Gehrels och det nederländska astronomparet Ingrid van Houten-Groeneveld och Cornelis Johannes van Houten vid Palomarobservatoriet. Den är uppkallad efter Lore Oetken.
Asteroiden har en diameter på ungefär 10 kilometer och den tillhör asteroidgruppen Eos.